# Communauté de communes Norge et Tille
Die Communauté de communes Norge et Tille ist ein französischer Gemeindeverband mit der Rechtsform einer Communauté de communes im Côte-d’Or in der Region Bourgogne-Franche-Comté. Sie wurde am 25. November 2016 gegründet und umfasst 14 Gemeinden. Der Verwaltungssitz befindet sich im Ort Bretigny.

## Historische Entwicklung
Der Gemeindeverband entstand mit Wirkung vom 1. Januar 2017 durch die Fusion der Vorgängerorganisationen
- Communauté de communes Val de Norge und
- Communauté de communes Plaine des Tilles.[3]

## Mitgliedsgemeinden
| Gemeinde                              | Einwohner 1. Januar 2022 | Fläche km² | Dichte Einw./km² | Code INSEE | Postleitzahl |
| ------------------------------------- | ------------------------ | ---------- | ---------------- | ---------- | ------------ |
| Arc-sur-Tille                         | 2.590                    | 22,71      | 114              | 21021      | 21560        |
| Asnières-lès-Dijon                    | 1.320                    | 4,55       | 290              | 21027      | 21380        |
| Bellefond                             | 918                      | 2,47       | 372              | 21059      | 21490        |
| Bretigny                              | 903                      | 6,84       | 132              | 21107      | 21490        |
| Brognon                               | 318                      | 6,24       | 51               | 21111      | 21490        |
| Clénay                                | 904                      | 5,61       | 161              | 21179      | 21490        |
| Couternon                             | 1.903                    | 6,81       | 279              | 21209      | 21560        |
| Flacey                                | 210                      | 6,79       | 31               | 21266      | 21490        |
| Norges-la-Ville                       | 946                      | 11,00      | 86               | 21462      | 21490        |
| Orgeux                                | 459                      | 4,75       | 97               | 21469      | 21490        |
| Remilly-sur-Tille                     | 979                      | 9,80       | 100              | 21521      | 21560        |
| Ruffey-lès-Echirey                    | 1.404                    | 11,12      | 126              | 21535      | 21490        |
| Saint-Julien                          | 1.749                    | 16,43      | 106              | 21555      | 21490        |
| Varois-et-Chaignot                    | 2.068                    | 10,10      | 205              | 21657      | 21490        |
| Communauté de communes Norge et Tille | 16.671                   | 125,22     | 133              | –          | –            |